# Sarkophagdeckel des Nachtnebef
Der Sarkophagdeckel des Nachtnebef aus Kalkstein ist Teil der altägyptischen Sammlung des Roemer- und Pelizaeus-Museums in Hildesheim. Er wird auf die Spätzeit, 30. Dynastie (359–341 v. Chr.) datiert.
Mumienförmige Steinsarkophage aus Kalkstein oder Granit sind im privaten Bereich seit der Zeit Amenophis III. in der 18. Dynastie belegt und vor allem in der 19. Dynastie beliebt. Im späten Neuen Reich und der III. Zwischenzeit sind ausschließlich Kistensarkophage aus Stein nachgewiesen und erst ab der 26. Dynastie, der Saïtenzeit, werden wieder mumienförmige Sarkophage hergestellt und sind bis in die Ptolemäerzeit in Gebrauch.

## Fundort
Wilhelm Pelizaeus erwarb den Sarkophag Anfang 1910 im ägyptischen Kunsthandel zusammen mit dem Sarkophagdeckel (Inventarnummer PM 1050). Beide Sarkophage überließ er im April 1910 seiner Heimatstadt Hildesheim. Das Inventarbuch enthält den nicht mehr zu verifizierenden Hinweis, beide Sarkophagdeckel seien zusammen gefunden worden. Der Fundort ist unbekannt. Dieser Deckel des Nachtnebef ist vollständig erhalten, lediglich kleine Abstoßungen befinden sich auf der Steinoberfläche. Von der einstigen Bemalung sind nur noch kleine Reste im Gesicht und am Brustschmuck erhalten.

## Beschreibung
Der Text auf dem Sarkophagdeckel nennt einen Mann ohne Titel namens Nachtnebef, Sohn der Dame Neschons, als Besitzer des Sarkophags. Er ist aus geglättetem Sandstein gearbeitet und 187 cm hoch, 63 cm breit und 50 cm tief. Die Form des Deckels ahmt den stilisierten, in Mumienbinden gehüllten Körper des Verstorbenen nach. Nur der Kopf mit der schweren dreiteiligen Strähnenperücke ist nicht verhüllt und rundplastisch herausgearbeitet. Dieses Merkmal sowie die Sockelplinthe sind typisch für die mumiengestalteten Sarkophage dieser Zeit. Die Perücke lässt die Ohren frei, die Augen sind von schwarz gemalten Schminkstrichen umgeben. Die Augenbrauen sind ebenfalls schwarz bemalt. Die Proportionen und die Gestaltungen des breiten, rundlichen Gesichts sind charakteristische Stilkriterien für einen Datierungsansatz in die 30. Dynastie. Auf der Brust der Mumie ist ein Brustschild (Pektoral) eingeritzt, das in seiner Form eine Kapelle nachahmt, in der drei hockende Götterfiguren (Osiris zwischen Isis und Anubis) dargestellt sind. Darunter verlaufen bis zu den umhüllten Füßen drei Spalten mit Inschriften, die Zitate aus Spruch 72 des Totenbuches enthalten. Sie sollen garantieren, dass dem Verstorbenen alle Wünsche erfüllt werden. Zu diesem Spruch ist eine Nachschrift bekannt, in der betont wird, dass sich die Wirksamkeit erhöht, wenn der Spruch auf einem Sarg geschrieben steht.
Spruch 72, Zeile 1–9:
„Seid gegrüßt, Ihr Herren der Kas, frei von Sünde,
die (ihr) bis in Ewigkeit seid, ewig dauernd!
Ich bin zu euch vorgedrungen, ich bin verklärt in meiner Gestalt,
ich bin ausgestattet mit meinen Zauberkräften
und ich bin geprüft in meiner Zaubermacht.
Rettet mich doch vor diesem „Gierigen“ der Erde!
Der Mund der Gerechten ist mein Mund, mit dem ich rede,
meine Opferspeisen werden mir in eurer Gegenwart gegeben.
Denn ich kenne euch.“
Nachschrift:
„Wer dieses Buch kennt auf Erden,
oder wenn es auf seinen Sarg geschrieben wird -
der geht heraus am Tage in jeder Gestalt, die er wünscht,
und tritt wieder ein zu seinem (Wohn)sitz, ungehindert.
Dem werden Brot und Bier gegeben
und ein großes Stück Fleisch vom Opferaltar des OSIRIS.
Er geht hinaus zum Binsengefilde,
und Gerste und Spelt werden ihm dort gegeben.
Er weiß zu befehlen, wie auf Erden,
und er verwirklicht jeden Wunsch,
gleich jenen Göttern, die dort sind.
Ein wahres Heilmittel, Millionen Mal (erprobt).“